# Кадук сірий
Кадук сірий (Myrmotherula assimilis) — вид горобцеподібних птахів родини сорокушових (Thamnophilidae). Мешкає в Південній Америці.

## Опис
Довжина птаха становить 9-10 см. Самець сірий. горло і нижня частина тіла дещо світліші. Покривні пера на крилах мають білі кінчики, що утворюють на крилах дві білі смуги. Нижня частина тіла в самиці жовтувато-коричнева , крила коричнювато-сірі з двома білими смугами. І у самця, і у самиці на спині між крил є біла пляма, помітна під час польоту. Очі карі, дзьоб чорний, лапи сизі.

## Підвиди
Виділяють два підвиди:
- M. a. assimilis Pelzeln, 1868 — річки західної і центральної Амазонії в Перу (на схід від Мараньйону), Бразилії (річки Амазонка, Мадейра, Ріу-Неґру, Журуа, Пурус в штатах Амазонас і Пара) і північній Болівії (річки Бені і Гуапоре);
- M. a. transamazonica Gyldenstolpe, 1951 — річка Амазонка на крайньому заході штату Пара (на схід від гирла Тапажоса).

## Поширення і екологія
Сірі кадуки мешкають поблизу річки Амазонки та її основних приток, у варзейських лісах, на річкових островах, порослих тропічним лісом, в заростях геліконії.